# 코코넛개미
코코넛개미는 개미의 한 종이다.

## 습성
코코넛개미는 다른 개미와 마찬가지로 잡식성이며, 인간이 먹는 대부분의 음식을 먹는데, 특히 설탕이 포함된 음식을 잘 먹는다. 또한 다른 곤충도 잘 먹는다. 인간의 집 안에서 서식하게 되면 주로 따뜻한 곳에서 산다. 코코넛개미는 뜨겁고 건조한 기후에서 집 내부의 화분이나 심지어는 변기의 뚜껑에도 둥지를 짓는다. 밖에서는 주로 돌 밑의 흙속에 둥지를 짓는다. 그러나 그들은 꼭 뜨겁고 건조한 기후가 아니어도 다양한 기후에서 거의 아무데서나 군락을 형성하는 것으로 관찰되었으며, 페로몬 길을 매우 길게 늘일 수 있다(그러나 그들의 페로몬 길은 17m를 넘는 경우가 드물다). 군락들은 100~10000마리의 일개미들이 있으며, 여왕개미만도 어떤 경우에는 200마리가 존재하기도 한다. 코코넛개미는 호전적이지는 않다. 코코넛개미의 여왕개미는 20~30개의 알을 하루에 낳을 수 있으나, 긴 시간을 놓고 보면 평균적으로 하루에 1~2개의 알을 낳는다. 알에서 성충이 되기까지는 약 34~38일이 걸린다. 암개미와 수개미는 어느정도 성장한 큰 군락에서만 생성되는 것으로 알려져 있다.
여왕개미가 없을 때 코코넛개미의 일개미들이 알을 낳기도 한다. 그러나 일개미들은 그 알에서 나온 애벌레들을 모두 죽인다.
코코넛개미는 진딧물, 깍지벌레, 그리고 뿔매미에서 단물을 얻어 먹는 것으로 관찰되었다.
코코넛개미는 주로 비가 오고난 후에 인간의 집에 침입하는 것으로 알려져있다. 코코넛개미는 호전적이지 않아서 다른 종과의 '연합 둥지'를 지어 살기도 한다.

## 특징
이들은 갈색에서 검은색을 띄며 몸의 길이는 1.5mm~3.2mm이다. 더듬이에는 12개의 마디가 있다. 이들의 수명에 관해 알려진것은 적으나 여왕개미는 최소한 8개월(아마 이보다 훨씬 길 것이다), 일개미는 최소한 2~3개월 살 수 있는 것으로 관찰되었다. 반면에 수개미는 1주일 정도 밖에 살지 못하는듯하다.
코코넛개미는 매우 튼튼하여 다쳤어도 별 무리 없이 다치지 않은 개미들과 살 수 있다. 여왕의 배가 충격을 받아도 여왕은 여전히 알을 낳을 수 있다. 또한 여왕들은 물과 음식 없이 2개월 정도를 살 수 있다. 코코넛개미는 온도에 큰 영향을 받지 않는듯 싶으며 외부에서 크게 충격을 주어도 여전히 살 수 있다.
코코넛개미를 으깨면 코코넛 냄새가 나는데, 이들의 이름은 여기에서 유래되었다.